# Міжрегіональний союз письменників України
Міжрегіональна спілка письменників України — Громадська організація — об'єдання літераторів, засноване у Луганську у 1993 році на базі Спілки письменників «Донбасс». Об'єднання складається переважно з російськомовних письменників. У 2005—2007 рр. МСПУ сприяла також зародженню та становленню всеукраїнської творчої спілки «Конгрес літераторів України», ставши фактично його «колективним членом».
У зв'язку з конфліктом на сході України не припинила свою діяльність, продовжує роботу як на території України, так і на теренах Донбасу.

## Міжрегіональна спілка письменників України

### Історія створення МСПУ
1993 року Олег Бішарєв, Олександр Довбань, разом з друзями, після поїздки в Москву до Сергія Михалкова, Юрія Бондарєва, Расула Гамзатова, зуміли організувати нову українську Міжрегіональну спілку письменників. МСПУ є співзасновником Міжнародного співтовариства письменницьких спілок (Москва). За участю і під егідою МСПУ проводяться фестивалі, конкурси, йдуть телевізійні та радіопрограми.
Все це — елементи діяльності організації, і все це — робиться тільки на ентузіазмі, без будь-якого фінансування з боку владних структур. МСПУ відкритий для всіх письменників, незалежно від їхньої статі, віку, національності та мови написання творів. Прийом ведеться через приймальні комісії, що працюють майже в кожному регіоні.
На 2015 рік в лавах Спілки понад 670 літераторів з 19 областей України. Серед них письменники: Володимир Гринчук, Лада Федоровська, Юрій Кириченко (1954—2015), Кім Іванцов, Дмитро Зуб, Павло Бессонов, Борис Локотош, Світлана Скорик, Володимир Шестаков, Юрій Лебідь, Ірина Гірлянова, Сергій Дунєв, Маріанна Гончарова, Володимир Касакович, Олексій Торхов, Геннадій Сусуєв, Людмила Некрасовська, Валерій Сурненко, Елеонора Булгакова, Олександр Царінскій, Інна Гудковська, Василь Дунін, Сергій Кривоніс, Віктор Мостовий, Іван Нечипорук, Віра Агаркова, Олександр Курапцев, Олександр Товберг, Єлена Морозова, Олександр Морозов, Анатолій Кримський (1938—2016) і багато інших.
Організована тісна співпраця з іноземними письменницькими організаціями з СНД.

### Керівництво МСПУ
Вищий орган МСПУ — з'їзд, що проводиться один раз на чотири роки, у перервах між з'їздами діяльністю МСПУ керує постійно діюча Рада.
- 1994—1997 — Олег Леонтійович Бішарєв
- 1998—2013 — Володимир Давидович Спектор
- 2013 — дві співголови: Наталля Володимірівна Мавроди (Морозова) та Володимир Давидович Спектор

Склад Ради, затверджений на VI з'їзді (27.04.2013 р.):
- 1. Спектор В. Д. — Луганськ — співголова правління
- 2. Мавроді Н. В. — Луганськ — співголова правління
- 3. Кириченко Ю. І. — Київ — заступник голови
- 4. Лебідь Ю. А. — Донецьк — заступник голови
- 5. Травіна Е. Ч. — Харків — заступник голови
- 6. Мокроусов С. Д. — Луганськ — заступник голови
- 7. Ворожейкин А. С. — Луганськ — заступник голови
- 8. Скорик С. І. — Запоріжжя — заступник голови
- 9. Зарвовський С. Н. — Луганськ — член правління
- 10. Бондарь О. Е. — Харків — член правління
- 11. Федоровська Л. К. — Херсон — член правління
- 12. Толстоус В. І. — Донецьк — член правління
- 13. Воробйова О. С. — Суми — член правління
- 14. Юрченко А. П. — Кропивницький — член правління
- 15. Фрольченкова А. Б. — Луганськ — член правління
- 16. Цай Л. І. — Луганськ — член правління
- 17. Мостовий В. М. — Стаханов — член правління
- 18. Черепанов С. Ю. — Київ — член правління
- 19. Матвєєв Е. С. — Одеса — член правління
- 20. Борозенцев Л. Л. — Вінниця — член правління
- 21. Яворська Л. П. — Дніпропетровськ — член правління
- 22. Нечипорук І. — Горлівка — член правління
- 23. Каташов А. І. — Луганськ — член правління
- 24. Торхов О. В. — Миколаїв — член правління

### Премії МСПУ
Спілкою заснован ряд престижних літературних премій: імені Володимира Даля, Михайла Матусовського, «Молодої Гвардії», Бориса Гринченка, Олега Бишарева та Тетяни Снєжиної.
Серед лауреатів українські та російські письменники.
Спільно з Виконкомом Міжнародного Співтовариства письменницьких спілок і Конгресом літераторів України засновано ще дві Міжнародні премії — імена Тараса Шевченка і Григорія Сковороди.

### Видання МСПУ
- У МСПУ виходять щомісячник «Отражение» (Донецьк), щоквартальна газета «Новый Горизонт» (Горлівка), літературні альманахи «Свій варіант» (Луганськ), «Провінція» (Запоріжжя), «Ковчег» (Житомир), «Харківський міст» тощо.
- Працює інформаційно-художній сайт «Свій варіант».